# Фэруэтер, Саймон
Саймон Джон Фэруэтер (англ. Simon John Fairweather; род. 9 октября 1969, Аделаида, Южная Австралия) — австралийский стрелок из лука, золотой медалист Летних Олимпийских игр 2000 года в Сиднее. «Молодой австралиец года» (1991).

## Биография

### Молодые годы
Саймон Джон Фэруэтер родился 9 октября 1969 года в Аделаиде. Его родители были активными лучниками, как и сестра Кейт, ставшая спортсменкой. Сам Саймон научился стрелять из лука на ферме своего дяди в Стратолбине.

### Карьера
В 1984 году в 14 лет он вступил в организацию «Лучники Стратолбина и Округа», после того как родители подарили ему лук. Он хотел ходить на охоту с блочным луком, но вскоре он заинтересовался спортом и взял изогнутый лук. Четыре года спустя в возрасте 18 лет он выиграл соревнование в разделе посетителей на Национальном чемпионате США 1988 года. В 1990 году Саймон Фэруэтер выиграл серебряную медаль в индивидуальном первенстве на чемпионате мира в Лоэне (Норвегия), а в 1991 году — золотую медаль в командном первенстве в Кракове (Польша). В том же году он стал лауреатом премии «Молодой австралиец года».
Он участвовал на Чемпионатах мира по полевой стрельбе из лука 1990, 1992 и 1994 года (на втором — выиграл серебряную медаль); Чемпионатах мира по стрельбе из лука в помещении 1993 и 1999 года, выиграв на последнем золотую медаль. Всего, Фэруэтер был национальным чемпионом 14 раз и представлял Австралию на 7 чемпионатах мира. В течение более чем 20-летней карьеры, Саймон принял участие в пяти Олимпийских играх: Сеул-1988, Барселона-1992, Атланта-1996, Сидней-2000, Афины-2004. На первых трёх играх от Саймона ускользала победа — он занял 16, 25 и 52 места, соответственно. В то же время, в 1998 году он выиграл золото в командном первенстве на «Европейском гран-при». На играх в Сиднее он всё же смог завоевать золотую медаль в индивидуальном первенстве, а серебро взял американец Вик Вандерли. Саймон сказал, что «нервничал» во время соревнования, а потом «аплодирующая толпа… несколько раз заставила мои глаза прослезиться… Это было удивительно. Это то, что вы можете получить только на домашнем конкурсе». Золотая награда Фэруэтера стала первой олимпийской медалью в данном виде спорта в истории Австралии. Последними стали для него стали игры в Афинах, на которых он не вышел из отборочного тура. Позже он признавался, что стрельба из лука является неприглядным видом спорта, так как соревнуясь в течение почти 18 лет, он тратил на тренировки по 7 часов в день и 3-4 сеанса в неделю.
С 1998 по 2001 год Саймон был стипендиатом Австралийского института спорта, и с 2000 по 2002 год был помощником Кисика Ли — тренера национальной команды по стрельбе из лука. В 2000 году он стал «Атлетом года». В том же году в честь него была выпущена почтовая марка Австралии. В 2001 году — пожизненным членом ассоциации «Стрелки из лука Австралии» и был введен в зал «Лучшие из лучших» Австралийского института спорта, а в 2009 году — в Зал славы спорта Австралии.
С 2009 по 2011 год Фэруэтер занимал должность главного тренера национальной команды по стрельбе из лука, приведя мужскую команду к победе на Играх Содружества 2010 года в Дели.

## Личная жизнь
С 1994 по 1997 год Саймон учился в Университете Южной Австралии, который окончил со степенью в ювелирном дизайне. После этого он создал собственную галерею и студию в Бангендоре (Новый Южный Уэльс).
В 2004 году Саймон женился на Джеки Галлахер, австралийском чемпионе мира по дуатлону и триатлону. Они познакомились в Австралийском спортивном институте, и вступив в брак, Джеки взяла его фамилию. Она скончалась 1 ноября 2014 года в возрасте 46 лет, после 10 лет брака.

## Награды
14 июля 2000 года Саймон Фэруэтер был награждён Австралийской спортивной медалью с формулировкой «первому австралийцу, ставшему чемпионом мира». 26 января 2001 года он был награждён Медалью Ордена Австралии «за службу спорту в качестве золотого призёра Олимпийских игр 2000 года в Сиднее».